# ملعب الأنبار الدولي
ملعب الأنبار الدولي هو ملعب كرة قدم قيد الانشاء يقع في محافظة الأنبار غرب العراق ويتسع لـ 30 الف متفرج.

## المشروع
وضع حجر الاساس للمشروع عام 2012 والشركة المنفذة هي كورتاش التركية وفي عام 2015 توقفت اعمال البناء بعد وصول نسبة الانجاز 50% بسبب سيطرة تنظيم داعش على المحافظة وتعرض الملعب للتفجير مما ادى لتدميرة. وبعد مرور خمس سنوات وفي يوم 2 آذار 2020 وضع حجر اساس جديدة للمشروع وتم ازالة الهيكل المدمر واعادة البناء من جديد من الصفر وبكلفة 122 مليار دينار عراقي وبتنفيذ شركة DKA التركية وشركة الطريق الصحيح.
يقع الملعب شمال مدينة الرمادي ويبعد 7 كيلو متر عن مركز المدينة باتجاه مدينة هيت، في منطقة 5 كيلو، وبسعة 30 ألف متفرج، وتقدر مساحته الكلية بنحو 83 دونماً، يتكون المشروع من ملعب رئيسي سعة 30,000 متفرج وملعبين تدريبيين وفندق 4 نجوم.
ويحتوي على فندق خاص بالملعب يتكون من 6 طوابق وبواقع 75 غرفة بالإضافة إلى سويتات vip، فيما يحتوي الملعب الثانوي الذي بسعة 2,500 متفرج على مضمار لالعاب القوى وهو ملعب مكشوف، وهناك ملعب اخر للتدريب والذي يتسع إلى 500 متفرج وهو ملعب مسقف من الأعلى، يحتوي المجمع مواقف للسيارات ومبنى اداري كبير لادارة المنشأت الرياضية، وتم ربط الملعب بالطريق الرئيس الذي يبعد كيلو متر واحد عن الشارع العام.